# حسین همدانیان (خواننده)
حسین همدانیان (زادهٔ ۱۳۰۲ – درگذشتهٔ ۱۶ آبان ۱۳۷۸) خواننده، نوازندهٔ تمبک و آهنگساز موسیقی عامیانه اهل ایران بود. ترانه‌های «بابا کرم» و «مبارک باد» از جمله آثار او است.

## زندگی‌نامه
حسین همدانیان، با نام اصلی حسین خسروی، در سال ۱۳۰۲ در تهران متولد شد. در نوجوانی به کلاس تمبک حسین تهرانی راه یافت و نواختن این ساز را از وی آموخت. به دلیل مخالفت پدرش (میرزا آقا) با خوانندگی‌ِ او، نام حسین همدانیان را برای فعالیت‌های موسیقی خود برگزید. او آواز خوانی را از طریق گوش دادن به صفحات قدیمی موسیقی فرا گرفت. همدانیان در سال ۱۳۲۵ همکاری خود را در زمینهٔ خوانندگی و نوازندگی، با رادیو آغاز کرد. وی قطعه‌های ضربی را در محافل و مجالس مردم می‌یافت و با شعرهای جدید اجرا می‌کرد. او که در محلهٔ شاپور تهران زندگی می‌کرد به دانشکدهٔ افسری رفت و پس از آن، افسر ادارهٔ آگاهی شد. همدانیان چهار بار ازدواج کرد و از همسر چهارم خود (مهری) صاحب دو فرزند به نام‌های مهرزاد و همایون خسروی شد.
او اجراکنندهٔ مشهورترین ترانهٔ مورد استفاده در مراسم عروسی ایرانیان با عنوان «مبارک باد» (ای یار مبارک باد) بوده‌است. همچنین صفحهٔ گرامافون «ای مشک فروش سر بازار» در دههٔ ۱۳۴۰، پرفروش‌ترین صفحهٔ ضبط شده در ایران بوده‌است. از وی حدود ۱۵ صفحه گرامافون منتشر شده‌است.
او که در سال‌های پایانی زندگی، در خانهٔ سالمندان با محمد شیرخدایی هم اتاقی بود، در سال ۱۳۷۸∗ درگذشت.

## آثار
از جمله آثار حسین همدانیان، می‌توان به موارد زیر اشاره کرد:
- بابا کرم (شاعر و خواننده)[۳][۸]
- مبارک باد (نخستین تنظیم کننده، رواج دهنده و خواننده)[۴][۹]
- گردو فروش (شاعر، آهنگساز و خواننده)[۱۰]
- ای مشک فروش سر بازار[۱۱]
- طلا جان (شاعر، آهنگساز و خواننده)[۱۲]
- نفرین‌نامهٔ مینا (شاعر، آهنگساز و خواننده)[۱۳]
- الف، ب (خواننده)[۱۴]
- گل‌پری جون (خواننده)[۱۵]
- لبو (خواننده)[۱۶]
- جیگرجون (خواننده)[۱۷][۱۸]
- پرسیدم از پلو (خواننده)[۱۹]
- مرد مجرد (خواننده)[۲۰]
- سرو کشمیر (خواننده)[۲۱]
- بلال بلالُم، محلی شیرازی (خواننده)[۲۲]
- لاک‌پشت، با همکاری مهدی تاکستانی (خواننده)[۲۳]
- همچین، همچین (نوازنده و خواننده)[۲۴]
- گلرخ‌جان (خواننده)[۲۵]
- مکن همچین (خواننده)[۲۶]
- بشکن بشکنِ، به همراه فریده (خواننده)[۲۷]
- شب تا سحر (خواننده)[۲۸]
- تهران[۲۹]
- چرا؟ (شاعر، آهنگساز و خواننده)[۳۰]
- طربناک[۱]
- عطر گیسو[۱]
- نوازندگی در آلبوم موسیقی آوای سیاوش (پرواز)، با خوانندگی محمدرضا شجریان[۳۱]
- نوازندگی در آلبوم موسیقی شاخه گل ۹، با خوانندگی غلامحسین بنان[۳۲]
- نوازندگی در آلبوم موسیقی افسونگر، با خوانندگی امین‌الله رشیدی[۳۳]